# Micaria langtry
Pour les articles homonymes, voir Langtry (homonymie).
Espèce
Micaria langtry est une espèce d'araignées aranéomorphes de la famille des Gnaphosidae.

## Distribution
Cette espèce est endémique du Texas aux États-Unis,. Elle se rencontre dans les comtés de Val Verde, de Brewster et de Presidio.

## Description
Le mâle holotype mesure 3,38 mm.

## Étymologie
Son nom d'espèce lui a été donné en référence au lieu de sa découverte, Langtry.

## Publication originale
- Platnick & Shadab, 1986 : A revision of the American spiders of the genus Micaria (Araneae, Gnaphosidae). American Museum novitates, no 2916, p. 1-64 (texte intégral).